# Ferdinand Ferber
Ferdinand Ferber (Lyon, 8 de fevereiro de 1862 - Boulogne-sur-Mer, 21 de setembro de 1909), foi um pioneiro da aviação francês.

## Biografia
Nascido em Lyon em 1862, ele estudou na Ecole Polytechnique antes de ingressar no Exército, tornando-se instrutor na Escola de Artilharia Aplicada de Fontainbleau em 1897. Foi aqui que se deparou com a obra de Otto Lilienthal, através da leitura de sua obra em artigo no Illustrierte Zeitung.
Considerado como um grande pioneiro da aviação mal conhecido, ele deixou numerosos escritos descrevendo e analisando em detalhe os trabalhos de Otto Lilienthal e dos irmãos Wright. Sua obra principal, L’Aviation, ses débuts, son développement, publicada em 1908, contém numerosas reflexões visionárias sobre o uso da aviação bem como das suas aplicações civis e militares.
O capitão Ferber foi morto em 22 de setembro de 1909 em um evento de voo em Boulogne, quando, ao tentar fazer uma curva em baixa altitude em um biplano Voisin, uma asa atingiu o solo. Ele foi apenas a terceira vítima de um acidente de avião depois de Thomas Selfridge e Eugène Lefebvre.
Ele foi enterrado no cemitério de Loyasse em Lyon.
Em junho de 1910, o Ministro da Guerra francês anunciou que um de seus dirigíveis Zodiac recém-encomendados se chamaria Capitaine Ferber, e um memorial em forma de monólito com uma águia voadora de bronze foi erguido em Boulogne. 
Gaston Combebiac escreveu que Ferber deveria ser considerado um membro da Sociedade do Quaternion quando contribuiu com uma nota biográfica para o Boletim da Sociedade:
"Afinal, visto que sua intuição, ao mesmo tempo matemática e realista, não tendo falhado em reconhecer as vantagens apresentadas pelo uso do cálculo vetorial para certas aplicações físicas da matemática, devemos classificá-lo entre os membros de nossa Associação".